# Laino Borgo
Laino Borgo község (comune) Olaszország Calabria régiójában, Cosenza megyében.

## Fekvése
A megye északnyugati részén fekszik, a Pollino Nemzeti Park területén. Határai: Aieta, Castelluccio Inferiore, Castelluccio Superiore, Laino Castello, Lauria, Rotonda, Tortora és Viggianello.

## Története
A település az ókori, bruttiusok által alapított Laus (a római uralom idején Tebe Lucana) helyén épült fel. Első említése Laynum néven a 13. századból származik. Ekkor a lauriai grófsághoz tartozott. A 19. század elején vált önálló községgé, amikor a Nápolyi Királyságban felszámolták a feudalizmust.

## Népessége
A népesség számának alakulása:

## Főbb látnivalói
- Santa Maria dello Spasimo-templom
- Santo Spirito-templom
- Santa Maria La Greca-templom
- Santa Maria del Suffragio-templom